# Forte Macé
Il forte Macé è un elemento della rete di forti costruiti nel XIX secolo e parte del sistema fortificato del Golfo della Spezia, disposto a difesa della base navale della Spezia.

## Storia
Costruito nel 1888, aveva il compito di difendere il golfo e la città dagli attacchi che avrebbero potuto giungere dall’entroterra.
Posto a 285 metri sul livello del mare, il forte controlla in particolare il valico della Foce dal quale transita la strada Statale Aurelia, principale via di collegamento con Genova ed il confine francese.
Passato indenne attraverso le due guerre mondiali, il forte Macé fu danneggiato da un’esplosione nel secondo dopoguerra e rimase in abbandono fino al 1998 quando ricevette un lungo e complesso intervento di recupero.

Dopo il lavoro di restauro il forte è visitabile con le sue caponiere, il fossato che ne circonda il perimetro, le feritoie da fucileria, le volte, i corridoi, la santa Barbara, le gallerie.
Dalle mura del forte la vista domina tutto il golfo e l’Arsenale.